# Giengen an der Brenz
Giengen an der Brenz est une ville de Bade-Wurtemberg (Allemagne), située dans l'arrondissement de Heidenheim, dans la région de Wurtemberg-de-l'Est, dans le district de Stuttgart. Elle a le statut de Große Kreisstadt.
Elle abrite le siège de l'entreprise Steiff, qui a créé l'ours célèbre Teddy Bär et la manufacture d'orgue Link, fondée en 1851.

## Personnalités liées à la ville
- Hans Haehnle (1838-1909), entrepreneur et homme politique né à Giengen an der Brenz.
- Eugen Hähnle (1873-1936), avocat et homme politique né à Giengen an der Brenz.
- Adolf Schmid (1905-1978), homme politique né à Giengen an der Brenz.
- Erich Ehrlinger (1910-2004), militaire né à Giengen an der Brenz.

## Jumelage
- Köflach (Autriche)
- Le Pré-Saint-Gervais (France)